# Олександрівка (Девладівська сільська громада)
Олекса́ндрівка — село в Україні, у Девладівській сільській громаді Криворізького району Дніпропетровської області.
Населення — 116 мешканців.

## Географія
Село Олександрівка примикає до села Козацька Слобода, на відстані 1,5 км розташоване село Ганно-Миколаївка. Поруч проходить залізниця, станції Милорадівка і Потоцьке за 3 км.

## Населення

### Мова
Розподіл населення за рідною мовою за даними перепису 2001 року:
| Мова       | Відсоток |
| ---------- | -------- |
| українська | 92,2 %   |
| російська  | 7,8 %    |

## Інтернет-посилання
- Погода в селі Олександрівка

1. ↑  Рідні мови в об'єднаних територіальних громадах України — Український центр суспільних даних